# 25 Grad im Winter
25 Grad im Winter ist eine international produzierte Tragikomödie von Stéphane Vuillet aus dem Jahr 2004.

## Handlung
Mitten im Winter ist es in Belgien an einem Tag außergewöhnliche 25 Grad warm. Der Spanier Miguel ist mit seinem kleinen Lieferwagen auf der Autobahn nach Brüssel unterwegs, um seine Tochter Laura zur Schule zu bringen. Miguels Frau hat sich vor einiger Zeit in die USA abgesetzt. Durch einen Lkw-Unfall hat sich jedoch ein langer Stau gebildet, sodass er Laura zu Fuß zur Schule bringt. Als er zurückkehrt, sitzt eine Ukrainerin namens Sonia im Auto und bittet ihn um Hilfe. Sie hält sich illegal in Belgien auf, um ihren Geliebten Yevgeny zu besuchen.
Er nimmt sie zu sich in die Wohnung mit. Als der Vermieter klingelt, da Miguel hohe Mietschulden hat, flüchten beide durch das Fenster. Er fährt bei einer Buchmacherin vorbei und setzt 150 Euro auf einen 4:0-Sieg von Real Madrid gegen den FC Barcelona, weil er exakt dieses Ergebnis in der letzten Nacht geträumt hat. Anschließend erhält er einen Anruf seiner Mutter Abuelita und erfährt, dass seine Tochter Laura nach einem Gerangel in der Schule im Krankenhaus behandelt wird.
Nun sitzen sie zu viert im Auto und beschließen, Sonia zur Adresse ihres Freundes zu fahren. Dort wohnt dieser jedoch nicht mehr. In der ehemaligen Wohnung tröstet Miguel Sonia und es kommt zu ersten Zärtlichkeiten. Eine Hausbewohnerin gibt ihnen eine neue Adresse, wo Sonias Freund aber auch nicht aufzufinden ist. Schließlich erhalten sie Kunde vom aktuellen Wohnsitz. Das voll besetzte Auto fährt nun dorthin. Sonia stellt Yevgeny zur Rede und erfährt, dass er inzwischen mit einer anderen Frau namens Estelle eine Beziehung führt.
Tief enttäuscht läuft Sonia am Strand entlang, wo Miguel und Laura gerade telefonisch erfahren, dass Miguels Frau kein Interesse mehr an der Ehe hat. Miguel und Sonia fallen sich in die Arme und küssen sich. Auf der Rückfahrt läuft die Radioübertragung des Fußballspiels Real Madrid gegen den FC Barcelona. Real hat gerade das 4:0 erzielt.

## Kritiken
„Der überkandidelte Film führt nicht nur die Klischees vom Leben in einem kleinen Multi-Kulti-Land bis zum Exzess vor, sondern ist so hektisch inszeniert, dass jedes aufkommende Gefühl und jede nachdenkliche Situation durch immer neue, vermeintlich witzige Gags in eine andere Richtung gelenkt werden.“

„Stéphane Vuillets Film ist eine komische Tragödie, die berührt ohne kitschig zu sein, auch weil Vuillet die Komik ganz selbstverständlich in den Film integriert. Alle Hauptdarsteller lassen ihr Leiden erkennen ohne dabei pathetisch zu wirken und ohne es zu thematisieren. Das Unausgesprochene erzählt dabei mehr über die Charaktere als die gleichwohl unterhaltsamen und flotten Dialoge. […] Untermalt von Flamenco-Klängen entwickelt 25 Grad im Winter eine Dynamik, die man im europäischen Kino häufiger zu finden hofft.“

„Die gelungene Tragikomödie ist das Kinofilmdebüt des in Belgien lebenden französischen Kameramannes und Kurzfilm-Regisseurs Stéphane Vuillet, der seine Tragikomödie im Stil seines großen Vorbilds Pedro Almodóvar inszenierte. Mit viel Einfühlungsvermögen, einer gehörigen Portion Witz und zum Teil überraschenden Bildern zeigt Vuillet die Verwicklungen im Leben seiner vier Protagonisten, die er dabei aber niemals bloßstellt. Sehenswert sind die darstellerischen Leistungen von Jacques Gamblin als Miguel und Carmen Maura als dessen durchgeknallte Mutter.“

## Auszeichnungen
Auf der Berlinale lief der Film 2004 im Wettbewerb um den Goldenen Bären, er wurde schließlich mit dem Leserpreis der Berliner Morgenpost ausgezeichnet. Des Weiteren war 25 Grad im Winter als bester Film für den Biznaga de Oro beim Festival de Málaga nominiert. Beim Cinemania Film Festival gewann der Film 2004 den Publikumspreis, ebenso 2005 beim Internationalen Filmwochenende Würzburg.